# دانشگاه فیسک
در سال ۱۹۳۰، فیسک اولین مؤسسه آفریقایی-آمریکایی بود که توسط انجمن کالج‌ها و مدارس جنوبی اعتبار گرفت. این قدیمی‌ترین مؤسسه آموزش عالی در نشویل است. دانشگاه فیسک یک دانشگاه خصوصی سیاهپوست در نشویل، تنسی است. این دانشگاه در سال ۱۸۶۶ تأسیس شد و ۴۰-جریب-فرنگی (۱۶-هکتار) مساحت دارد. پردیس آن در یک منطقه تاریخی است که در فهرست ملی اماکن تاریخی ثبت شده‌است. در سال ۱۹۳۰، فیسک اولین مؤسسه آفریقایی-آمریکایی بود که توسط انجمن کالج‌ها و مدارس جنوبی اعتبار گرفت. این قدیمی‌ترین مؤسسه آموزش عالی در نشویل است.